# Yves Lenoir
Yves Lenoir de son veritable nom Ngue Ngue Yves est un auteur-compositeur, guitariste et enseignant de musique camerounais, né le 4 décembre 1989 à Eséka. Il chante principalement en langue bassa.

## Biographie

### Débuts
Yves Lenoir est un chanteur de bantoufolk, un style de musique acoustique. En 2009, il cofonde le groupe Rebuilt qui va plus tard grandir dans le gospel acappella au Cameroun. Rebuilt devient en 2014, vice-champion aux gospel musical awards, dans la catégorie révélation
En 2016, le groupe participent au projet Creativ de PSC Prod, et fait une version acapella de Ndolo Bukate de l’artiste Charlotte Dipanda.

### Carrière
Yves Lenoir intègre via un concours, le Groove Collective du bassiste André Manga où il apprend aux côtés des ainés.
En 2019, il sort son tout premier album. Influncé par le politicien Ruben Um Nyobe il met plusieurs singles sur le marché discographique et en 2023, il sort son deuxième album.

## Discographie

### Albums
- 2019 : I ndjel[2]
- 2023 : Libágàg[3].

### Singles
- 2018 : Koba
- 2023 : Sango[4]

## Prix et récompenses
- 2019 :  2ème dans le Prix Espoir RMA et champion de la « Cameroon Urban Night » par BBlackAfrica[5].